# Nicolás Larrondo
Nicolás Francisco Larrondo Ossandón (* 4. Oktober 1987 in Santiago) ist ein ehemaliger chilenischer Fußballspieler. Der Innenverteidiger wurde ein Mal chilenischer Meister.

## Karriere

### Verein
Nicolas Larrondo begann seine Profikarriere in der Clausura 2006 bei Universidad de Chile und gewann in der Apertura 2009 den Meistertitel mit La U. Im Jahr 2008 kämpfte er erstmals mit einer Knieverletzung. Nach Vertragsende bei Universidad de Chile wechselte er Anfang 2010 zum CD Huachipato. Einen Stammplatz konnte er sich wegen weiterer Knieprobleme nicht erkämpfen und diese begleiteten ihn bis zu seinem Karriereende 2015 im Alter von 28 Jahren.

### Nationalmannschaft
Larrondo spielte mit der chilenischen U20-Nationalmannschaft bei der Südamerikameisterschaft und belegte den vierten Platz, der für die Qualifikation zur Junioren-Fußballweltmeisterschaft 2007 in Kanada genügte. Beim 4:0-Erfolg im Gruppenspiel gegen Bolivien erzielte er zwei Treffer. Bei der Weltmeisterschaft wurde er mit Chile Dritter und absolvierte alle Turnierpartien.

## Erfolge
Universidad de Chile
- Chilenischer Meister: 2009-A